# Sulcia occulta
Sulcia occulta is een spinnensoort in de taxonomische indeling van de Leptonetidae.
Het dier behoort tot het geslacht Sulcia. De wetenschappelijke naam van de soort werd voor het eerst geldig gepubliceerd in 1938 door J. Kratochvíl.